# Madian (fill d'Abraham)
En el Gènesi, capítol vint-i-cinc, Madian o Midian (hebreu: מִדְיָן בן-אַבְרָהָם, Midyān ben Abrāhām‎; àrab: مديان بن إبراهيم, Midyān ibn Ibrāhīm) és un dels fills d'Abraham amb Queturà.
Quan van ser gran, Abraham el va obligar a abandonar les seves terres i buscar-se un família en terres llunyanes. Els seus fills van ser: Efà, Éfer, Hanoc, Abidà i Eldaà, considerats els ancestres de la tribu beduïna dels madianites (també coneguts com a agrais).
Segons la tradició islàmica, en temps del profeta Moisès, el sacerdot dels madianites era un ancià anomenat Xuayb (àrab: شعيب, Xuʿ ayb), que era net de Madyan (és a dir Madian) i que és assimilat a Jetró, sogre de Moisès.